# Attaques contre les infrastructures énergétiques pendant la guerre russo-ukrainienne
Les attaques contre les infrastructures énergétiques pendant la guerre russo-ukrainienne constituent le ciblage des infrastructures énergétiques ukrainiennes et russes dans le cadre de l'invasion russe de l'Ukraine lancée en 2022.
Les attaques sont menées principalement par les airs à l'aide de drones suicides et de missiles.

## Contexte
Les attaques se déroulent dans le cadre de l'invasion russe de l'Ukraine lancée en 2022.

## Frappes russes contre les infrastructures énergétiques ukrainiennes (2022-2023)

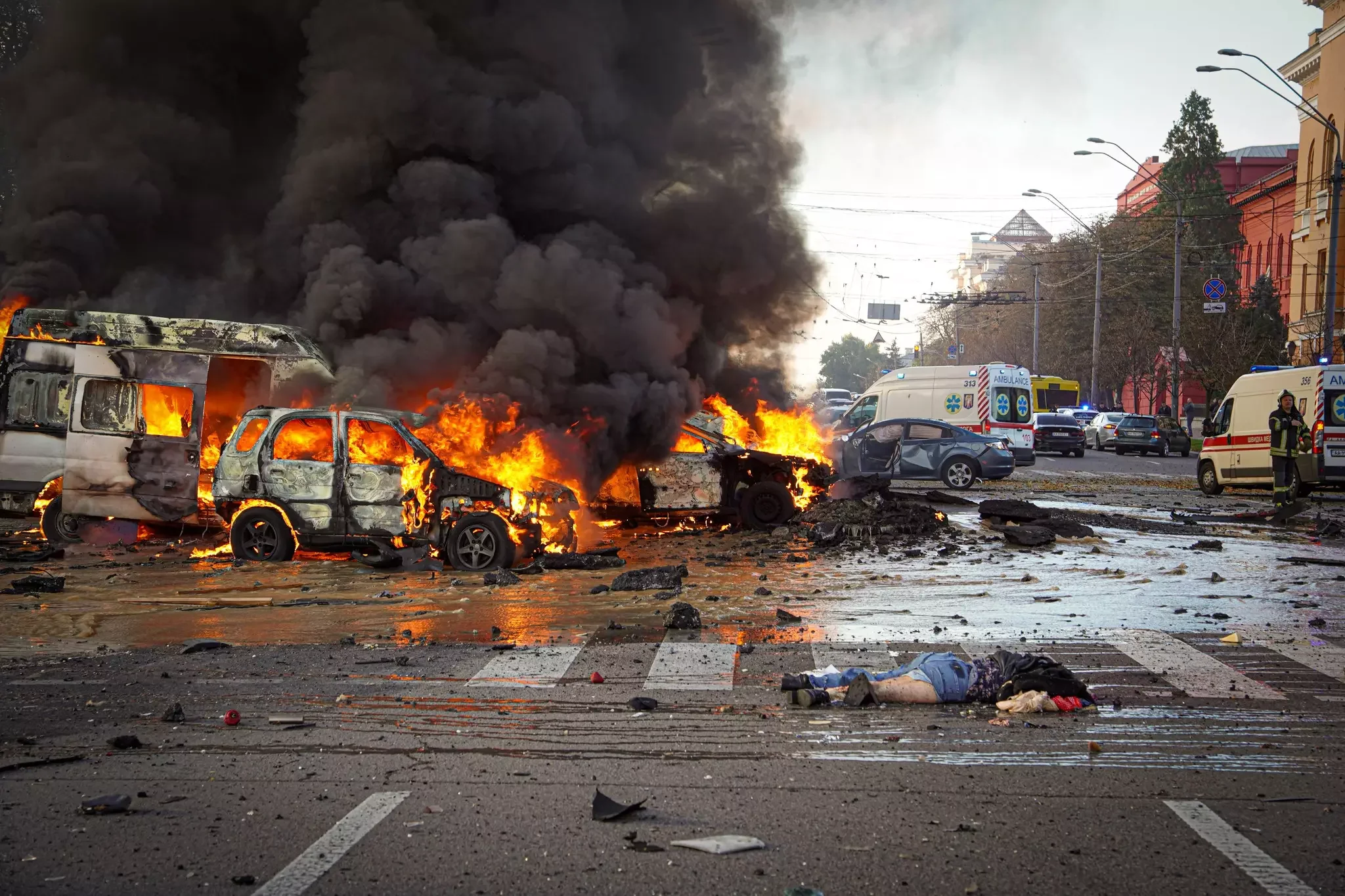
Rue de Kyïv après un bombardement russe le 10 octobre 2022.

En 2022-2023 les infrastructures ukrainiennes sont l'objet d'une campagne de bombardements à l'aide de drones suicides et de missiles. Particulièrement, les infrastructures énergétiques ukrainiennes sont visées.
En 2022 la Russie lance des attaques massives à partir d'octobre contre les infrastructures énergétiques ukrainiennes. Ces attaques semblent vouloir briser le réseau électrique du pays et par conséquent la volonté de la population.
En 2023, de nouveau avant le début de l'hiver, la Russie recommence une campagne de ciblage des infrastructures énergétiques.

## Attaques contre les barrages hydroélectriques ukrainiens
Le 6 juin 2023, le barrage hydroélectrique de Kakhovka est détruit par des explosions.
Le 22 mars 2024, des missiles russes touchent la centrale hydroélectrique du Dnipro, provoquant des dégâts importants, sans risque de rupture du barrage.

## Attaques contre les raffineries, dépôts de pétrole et terminaux méthaniers russes (2023 - en cours)
À partir de 2023, l'Ukraine développe une stratégie de ciblage des raffineries de pétrole, des dépôts pétroliers et terminaux méthaniers russes.
Le 4 mai 2023, la raffinerie d'Ilski, raïon de Severskaïa, dans le kraï de Krasnodar, est attaquée par des drones, causant un incendie sur au moins un réservoir.
Le 19 janvier 2024, une attaque aux drones provoque l'incendie de quatre réservoirs dans un dépôt pétrolier situé près de Klintsy, oblast de Briansk, en Russie.
Le 21 janvier 2024 une attaque au drone provoque un incendie au terminal méthanier d'Oust-Louga près de Saint-Pétersbourg.
Le 24 janvier 2024, une attaque aux drones provoque un incendie à la raffinerie de Touapsé, kraï de Krasnodar.
Le 3 février 2024, deux drones frappent la raffinerie de Volgograd détenue par Lukoil, provoquant un incendie.
Le 15 février 2024, une attaque aux drones provoque un incendie au dépôt pétrolier de Polevaya (en) dans l'oblast de Koursk.
Le 9 février 2024, des drones attaquent la raffinerie d'Ilski provoquant un incendie. La raffinerie d'Afipski, raïon de Severskaïa dans le kraï de Krasnodar dans le Kouban, se situant à proximité est attaquée le même jour.
Le 12 mars 2024, une attaque aux drones provoque un incendie majeur dans la raffinerie de pétrole de Lukoil, près de grande ville de Nijni Novgorod au confluent de la Volga et de l'Oka, à 400 km à l'est-nord-est de la capitale Moscou. La principale unité de distillation de brut a été endommagée lors de l'attaque, perturbant au moins la moitié de la production de l'installation. Le même jour, un dépôt pétrolier est touché dans la ville de Orel située sur le fleuve Oka, à 368 km au sud-ouest de Moscou.
Le 13 mars 2024, une attaque aux drones provoque un incendie à la raffinerie de Riazan, qui se trouve à 185 km au sud-est de Moscou, sur la rivière Oka. Le même jour, l'usine de produits pétroliers de Novochakhtinsk, oblast de Rostov est également touchée, ainsi que la raffinerie de Kirichi, oblast de Léningrad.
Le 16 mars 2024, un incendie se déclenche à la raffinerie de pétrole de Syzran, oblast de Samara, à la suite d'une attaque de drones.
Le 17 mars 2024, la raffinerie de Slaviansk-na-Koubani, kraï de Krasnodar, subit un incendie à la suite d'une attaque de drones.
Le 23 mars 2024, un incendie se déclenche à la raffinerie de Kuibyshev, oblast de Samara, à la suite d'une attaque de drones.
Le 9 mai 2024, une attaque de drone survient contre la raffinerie de Neftekhim Salavat.

## Reprise des attaques contre les infrastructures ukrainiennes (mars 2024 - en cours)

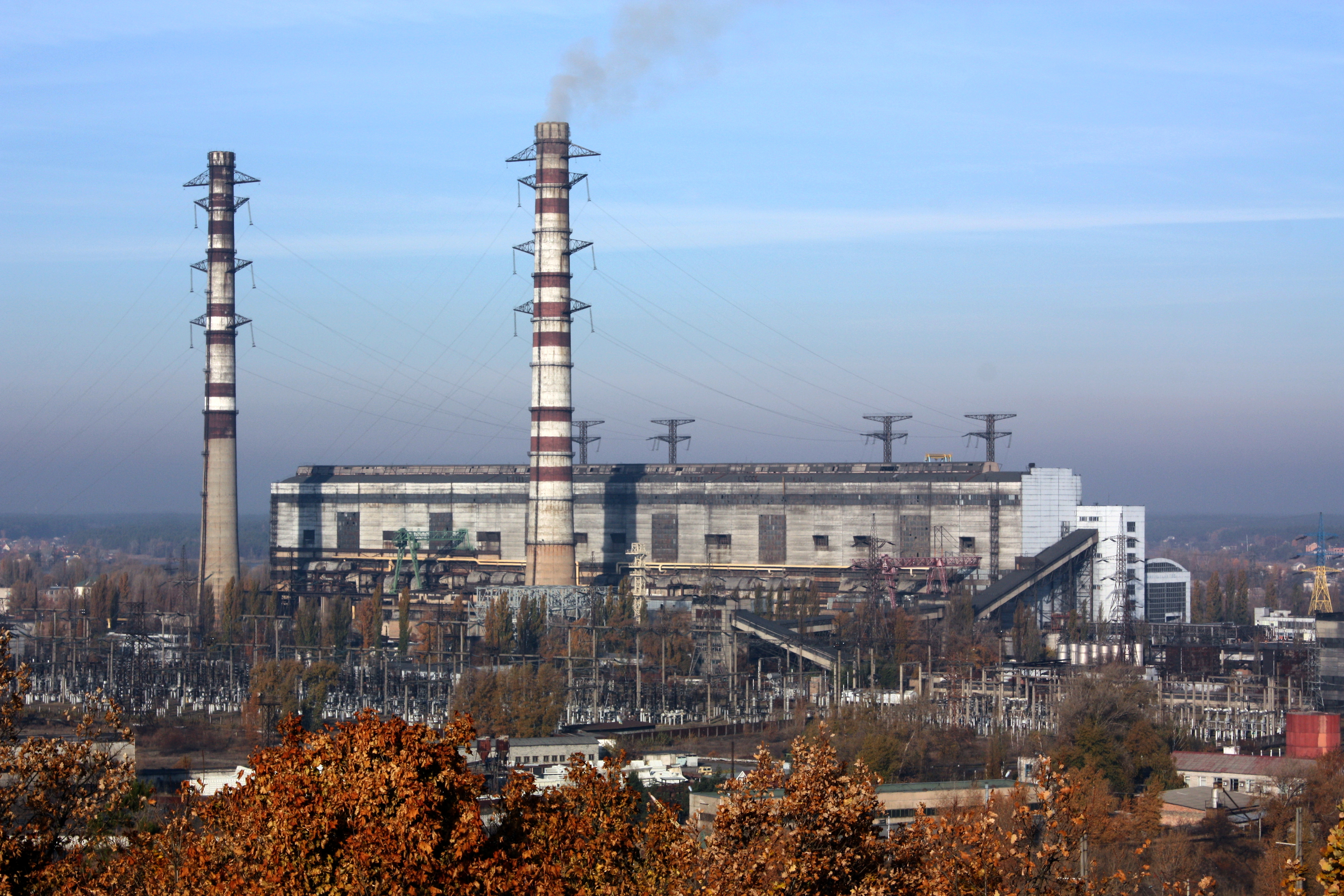
La centrale thermique de Trypillia, raïon d'Oboukhiv, avant sa destruction.

Fin mars 2024, la Russie profite du manque de défense antiaérienne de l'Ukraine pour reprendre ses frappes sur les barrages et centrales thermiques ukrainiennes. La plus grande centrale de la région de Kyïv, la centrale thermique de Trypillia, raïon d'Oboukhiv, est notamment détruite. Dans la région de Kharkiv, le maire annonce que la quasi-totalité des infrastructures énergétiques sont aussi détruites.

## Conséquences économiques
En novembre 2023, la Banque mondiale estime les dégâts subis par les infrastructures énergétiques ukrainiennes pendant la guerre à 12 milliards de dollars.